# Platonas
Platonas (griechisch Πλάτωνας (m. sg.)) ist ein Dorf im Norden der griechischen Insel Korfu. Es gehört zum Gemeindebezirk Thinali  in der Gemeinde Voria Kerkyra und zählt 353 Einwohner.
Einwohnerentwicklung von Platonas
| 1940 | 1951 | 1961 | 1971 | 1981 | 1991 | 2001 | 2011 |
| ---- | ---- | ---- | ---- | ---- | ---- | ---- | ---- |
| 179  | 313  | 277  | 274  | 254  | 292  | 368  | 353  |